# Championnat du monde de polo

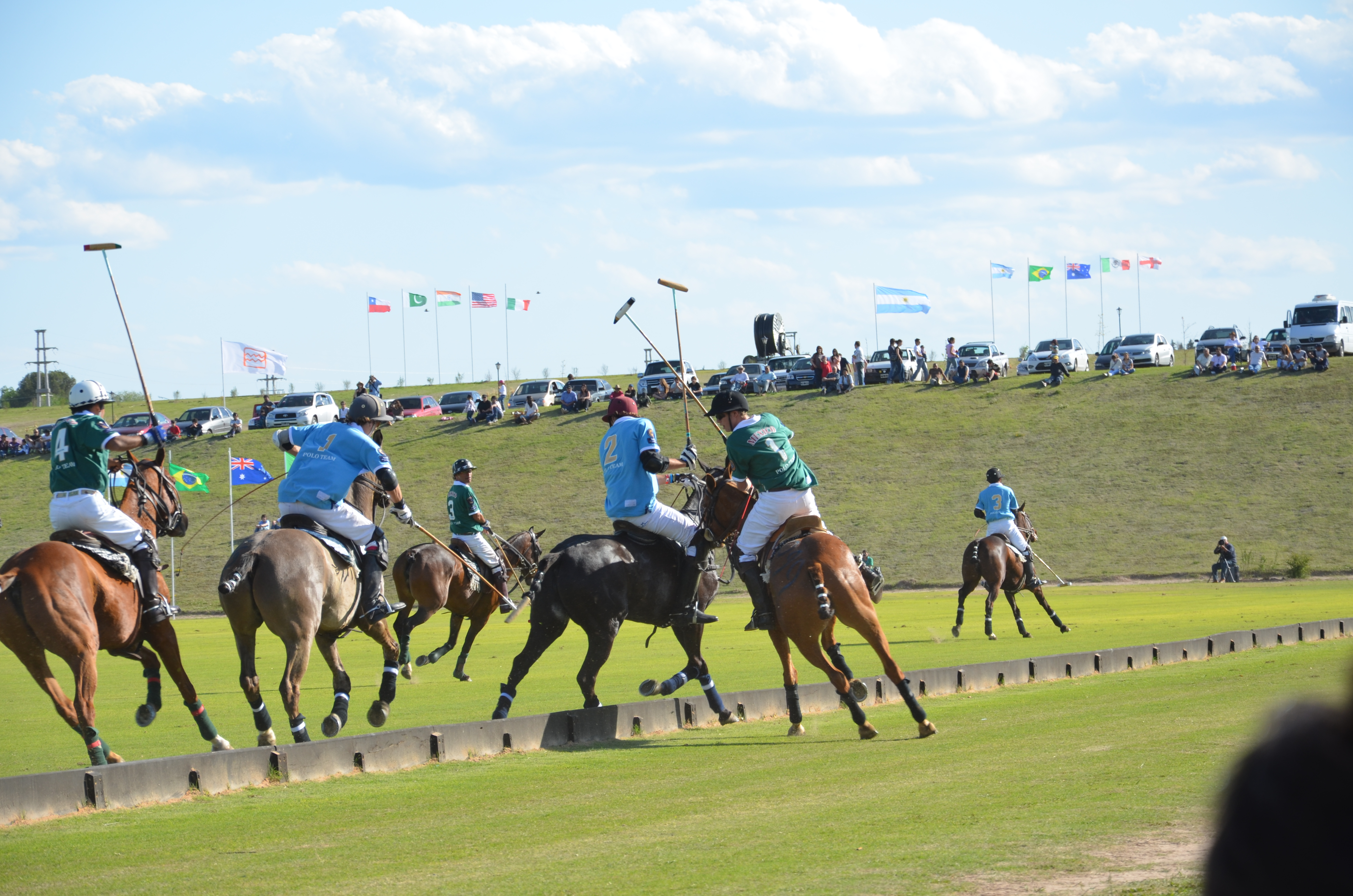
Championnat du monde de polo - Argentine 2011.

Le championnat du monde de polo (en anglais, FIP World Championships) est une compétition internationale de polo qui se déroule ordinairement tous les quatre ans. Cette compétition, créée en 1987 en Argentine  sous l'impulsion de Marcos Uranga alors président fédération argentine de polo, est ouverte à toutes les fédérations reconnues par la fédération internationale de polo. La première édition se déroule en 1987 en Argentine, dont l'équipe nationale sort victorieuse.

## Palmarès
| Année | médaille d'or | médaille d'argent | médaille de bronze | Site                       |
| ----- | ------------- | ----------------- | ------------------ | -------------------------- |
| 1987  | Argentine     | Mexique           | Brésil             | Buenos Aires, Argentine    |
| 1989  | États-Unis    | Angleterre        | Argentine          | Berlin, RFA                |
| 1992  | Argentine     | Chili             | Angleterre         | Santiago, Chili            |
| 1995  | Brésil        | Argentine         | Mexique            | Saint-Moritz, Suisse       |
| 1998  | Argentine     | Brésil            | Angleterre         | Santa Barbara, États-Unis  |
| 2001  | Brésil        | Australie         | Argentine          | Melbourne, Australie       |
| 2004  | Brésil        | Angleterre        | Chili              | Chantilly, France          |
| 2008  | Chili         | Brésil            | Mexique            | Mexico, Mexique            |
| 2011  | Argentine     | Brésil            | Italie             | Estancia Grande, Argentine |
| 2015  | Chili         | États-Unis        | Brésil             | Santiago, Chili            |
| 2017  | Argentine     | Chili             | Angleterre         | Sydney, Australie          |
| 2022  | Espagne       | États-Unis        | Uruguay            | Indio, USA                 |

### Tableau des médailles
| Rang  | Nation     | Or | Argent | Bronze | Total |
| ----- | ---------- | -- | ------ | ------ | ----- |
| 1     | Argentine  | 5  | 1      | 2      | 8     |
| 2     | Brésil     | 3  | 3      | 2      | 8     |
| 3     | Chili      | 2  | 2      | 1      | 5     |
| 4     | États-Unis | 1  | 2      | 0      | 3     |
| 5     | Espagne    | 1  | 0      | 0      | 1     |
| 6     | Angleterre | 0  | 2      | 3      | 5     |
| 7     | Mexique    | 0  | 1      | 2      | 3     |
| 8     | Australie  | 0  | 1      | 0      | 1     |
| 9     | Italie     | 0  | 0      | 1      | 1     |
| 10    | Uruguay    | 0  | 0      | 1      | 1     |
| Total | Total      | 12 | 12     | 12     | 36    |